# Dimethylberyllium
Dimethylberyllium ist eine chemische Verbindung aus der Gruppe der metallorganischen Verbindungen.

## Gewinnung und Darstellung
Dimethylberyllium kann durch Reaktion einer Grignardverbindung wie Methylmagnesiumiodid mit Berylliumchlorid in Ether gewonnen werden.
{\displaystyle {\ce {BeCl2 + CH3MgI -> Be(CH3)2 + MgCl2 + MgI2}}}
Ebenfalls möglich ist die Darstellung durch Reaktion von Dimethylquecksilber mit Beryllium. Durch diese Reaktion wurde die Verbindung 1884 erstmals durch D. Lawroff synthetisiert.

## Eigenschaften
Dimethylberyllium ist ein weißer Feststoff, der heftig mit Feuchtigkeit und Luft reagiert. Er besitzt eine kristallisiert im orthorhombischen Kristallsystem in der Raumgruppe Ibam (Raumgruppen-Nr. 72) mit den Gitterparametern a = 6,13 Å; b = 11,53 Å und c = 4,18 Å sowie vier Formeleinheiten pro Elementarzelle. Die Struktur ähnelt der von Siliciumdisulfid.